# FN Minimi

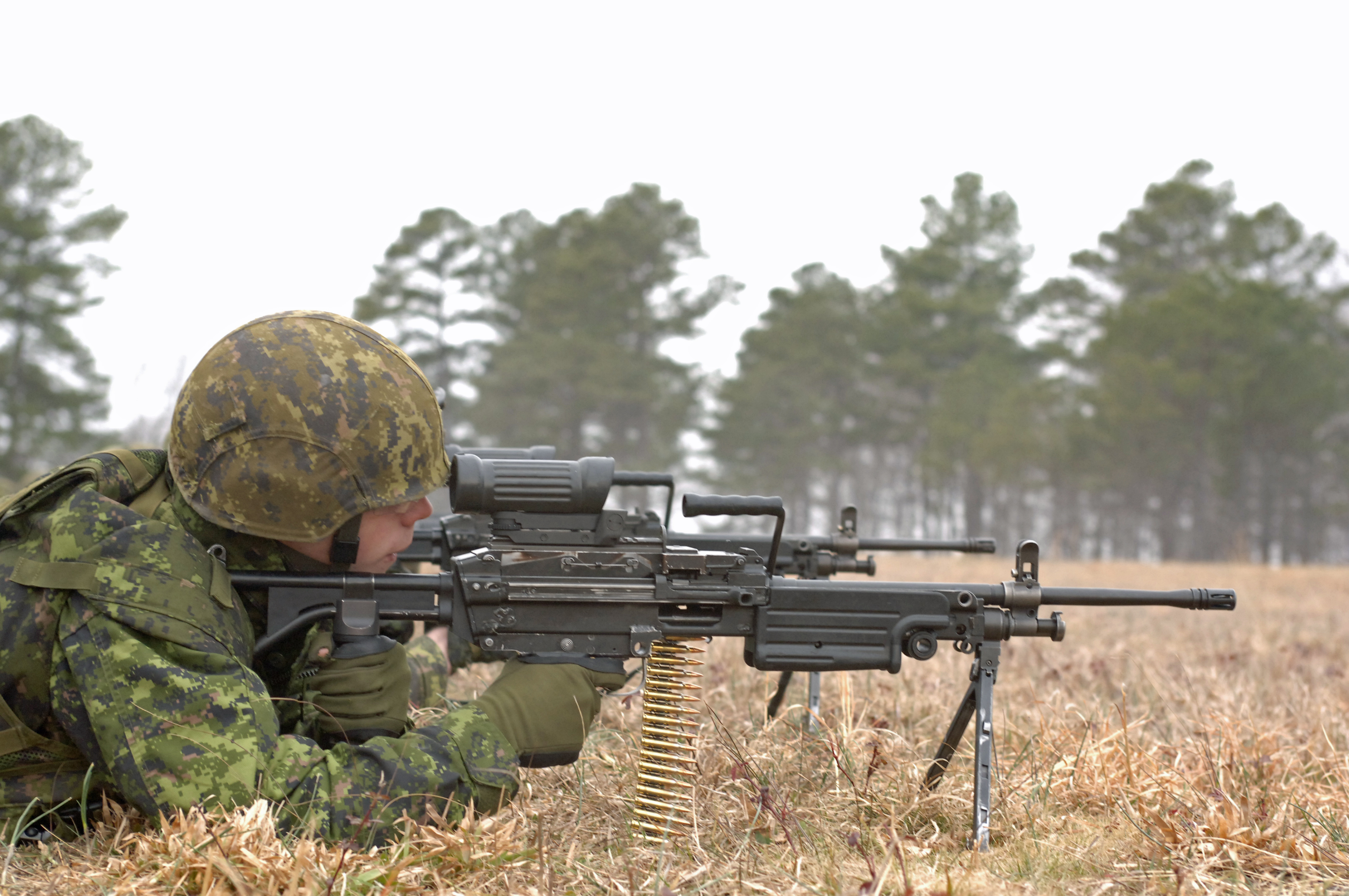
Um soldado canadense com a metralhadora FN Minimi.

A FN Minimi (abreviatura em francês:  mini-mitrailleuse; "mini metralhadora") é uma metralhadora ligeira 5,56mm ou 7,62mm desenvolvido pela empresa belga Fabrique Nationale (FN) em Herstal por Ernest Vervier. Introduzido pela primeira vez no final dos anos 70, está agora em serviço em mais de 75 países. A arma é fabricada atualmente na fábrica da FN em Herstal e sua subsidiária FN Manufacturing LLC nos EUA. A arma é fabricada sob licença na Austrália, Canadá (C9), e EUA (M249 SAW).
A Minimi é uma metralhadora leve de ferrolho aberto. É uma arma refrigerada a ar, capaz de disparar totalmente automático. Pode ser alimentado por correia ou alimentado a partir de uma carregador. A Minimi é configurada em várias variantes: o modelo Padrão como uma arma de pelotão ou de apoio de pelotão, a versão Para para paraquedistas e o modelo de Veículo como armamento secundário para veículos de combate.

## Detalhes do projeto

### Mecanismo de operação
O que é surpreendente na Minimi é de conseguir aproveitar ao máximo a munição 5,56mm NATO de maneira a ser considerada uma GPMG (General Purpose Machine Gun) ou SAW (Squad Automatic Weapon), algo incomum para uma arma de calibre 5,56mm. Só possui modo automático, operada a gás, consegue usar carregadores de 30 munições STANAG, para além do cinto de munições solto ou vindo de caixas de 100 ou 200 munições sendo uma vantagem logística importante. Tem um regulador para a cadência de tiro para as posições normal e adverse, esta última só usada quando a arma tem demasiada sujidade ou sobre condições atmosféricas extremas. A arma usa o sistema de culatra aberta. Os canos têm uma capacidade de troca rápida, apesar de eles terem uma boa resistência ao aquecimento. O cano é arrefecido por ar e tem uma pega para o seu transporte ou para ajudar à troca de um cano quente. A Minimi tem como variante a versão PARA, com cano mais curto e coronha retráctil. Tem outras variantes como a C9 do Canadá e a M249 SAW dos EUA. Devido a todas estas características e mais algumas, é favorecida pelos exércitos e forças especiais de muitos países que apreciam as suas qualidades. Consegue ser apenas 40mm mais longa que a M16, não muito mais pesada e dar um muito bom suporte de fogo que vai até aos 1.100 tiros por minuto.

## Características gerais
- Calibre: 5,56mm NATO
- Cano: 466mm, 6 raias à direita
- Comprimento: 1040mm
- Peso: 6.83 kg
- Alimentação: cinto de balas, caixa de 100 ou 200 munições ou carregador de 30 munições
- Operação: Gás, arrefecimento por ar
- Ritmo de fogo: entre 750 e 1.100 tiros por minuto
- Velocidade à boca: 915 m/s

## Operadores

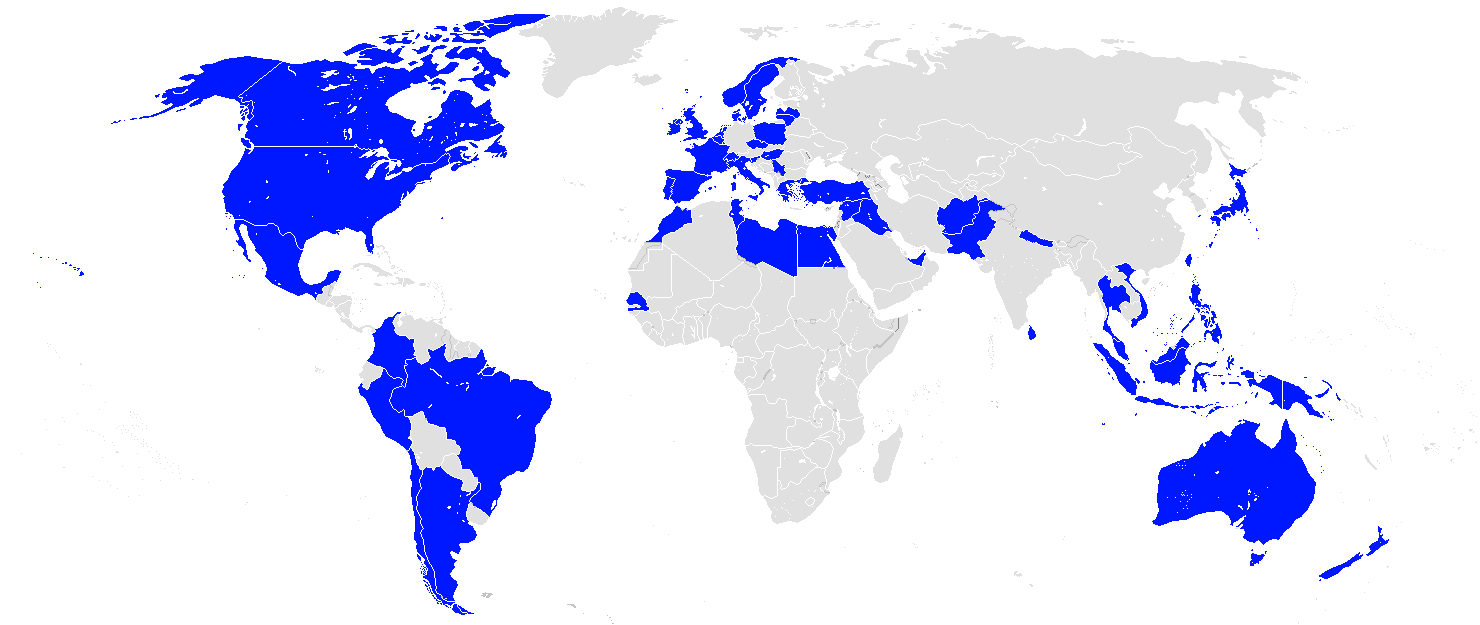
Mapa dos operadores da FN Minimi

A Minimi foi adotada por mais de 45 países. Operadores incluem:
- Argentina: Variante M249 em uso.[15]
- Austrália: Designada F89 em serviço australiano. É fabricada pela Lithgow Arms.[16] Ambas as versões Standard e Para são usadas, com a versão Standard geralmente sendo equipada com uma mira 1,5x, e a variante Para geralmente equipada com uma mira holográfica, um punho frontal removível e um bipé destacável.[17] O modelo de 7,62 mm é conhecido como Maximi. A Maximi foi emitida em 2011 após ser testada no Afeganistão e está em serviço limitado.[18]
- Bélgica: Arma de apoio de infantaria padrão do Exército Belga.[19] Usa os modelos padrão (chamado Minimi M2) e Para (Minimi M3).[20]
- Brasil: Usada pelo Batalhão de Operações Policiais Especiais (BOPE) da Polícia Militar do Estado do Rio de Janeiro,[21] Coordenadoria de Recursos Especiais da Polícia Civil do Rio de Janeiro, Grupo de Pronta Intervenção da Polícia Federal,[22] bem como pelo Exército Brasileiro, Corpo de Fuzileiros Navais (399 por 17 organizações militares, com 13 adotando a Minimi 5,56 Standard e 4 adotando a Minimi 5,56 Para) e Força Aérea Brasileira.[23] As Forças Especiais do Exército usam 38 Minimi 5,56 Special Purpose Weapon (SPW).[24]
- Burundi: Rebeldes do Burundi[25]
- Canadá: A C9 LMG das Forças Armadas Canadenses é uma FN Minimi padrão de fábrica com uma coronha tubular de aço. A C9A1 vem equipada com um trilho Picatinny na tampa de alimentação montando uma mira telescópica ELCAN C79 3,4× e pode montar um punho vertical na parte inferior da coronha para maior estabilidade em disparos de bruços.[26] A atualização de meia-idade C9A2 introduziu um segundo cano que era mais curto (ambos com um dispositivo de boca atualizado), mobília verde infravermelha reduzida, uma coronha dobrável estilo C8, punho vertical dobrável e um módulo de mira a laser (LAM) TRIAD específico para C9.[27] Duas C9 são carregadas por cada seção de infantaria.
- Chile: Usada pelo Exército Chileno[28]
- China: Clones produzidos localmente são usados pela polícia chinesa[29]
- Colômbia: Usada pelas forças armadas da Colômbia (M249 e MK3)[30][31]
- Croácia[32]
- Chipre: Usada pela Guarda Nacional de Chipre[33]
- Chéquia: Minimi 7,62×51mm NATO adotada como metralhadora padrão pelo Exército Tcheco, substituindo a UK vz. 59.[34] 317 entregues em janeiro de 2016.[35] O 601º Grupo de Forças Especiais usa a Mk 48 Mod 0.[36] A variante M249 de 5,56 mm também estava em uso.[37]
- Dinamarca: Usada pelos Jægerkorps.[38]
- Timor-Leste: Forças de Defesa de Timor-Leste[39]
- Egito: Produzida localmente sob licença.[40]
- França: A versão Para é amplamente usada pelo Exército Francês. Em campo junto com a metralhadora de uso geral FN MAG.[41]
- Grécia: Usada pelo Exército Helênico.[42]
- Hungria: A M249 SAW é usada pela Força Especial Húngara.[43]
- Indonésia:[19] Metralhadora leve padrão das Forças Armadas da Indonésia. Feita sob licença pela Pindad como Pindad SM-3.
- Iraque[9]
- Irlanda: Para em uso com as forças especiais Army Ranger Wing (ARW).[44]
- Itália: A Minimi é feita sob licença pela Beretta, que tem uma parceria com a FN, e é empregada pelas Forças Armadas Italianas, substituindo a MG 42/59 (uma variante da MG 42 da Segunda Guerra Mundial, que ainda vê uso montado generalizado) na função de arma automática de esquadrão. A Minimi está sendo amplamente empregada pelas forças italianas em todos os teatros de operações internacionais mais recentes e atuais.[45]
- Japão: Substituiu parcialmente a NTK-62 pelas Força Terrestre de Autodefesa do Japão. É fabricada sob licença pela Sumitomo Heavy Industries.[46][47] A Força Terrestre de Autodefesa está fazendo planos para substituí-las, mas a SHI confirmou que não estará envolvida em uma potencial licitação de metralhadoras leves.[48] Em janeiro de 2023, a Minimi MK3 feita pela FN foi selecionada e projetada como MINIMI(B).[49][50] Cerca de 3.100 Mk3 devem ser importadas.[51]
- Letónia: Metralhadora leve padrão no inventário da Letônia.[52]
- Líbano[53]
- Líbia[1][54]
- Lituânia: FN Minimi MK 3 7,62×51mm[55]
- Luxemburgo: O Exército Luxemburguês a utiliza como arma automática de esquadrão. A variante Para é usada pela unidade de intervenção Unité Spéciale de la Police da Polícia Grão-Ducal.[56][57][58]
- Malásia: O Exército da Malásia substituiu a metralhadora HK11A1 pela Minimi. Também usada por unidades de força especial da polícia.[59]
- Mali: Movimento Popular de Azauade[60]
- México: A Força Aérea Mexicana a usa nos helicópteros.[1]
- Nepal: Adquiriu 5.500 unidades em 2002.[61]
- Países Baixos: O Exército Real Neerlandês trouxe a versão Para da Minimi para substituir a FN MAG em algumas funções de infantaria. O Korps Commandotroepen holandês usa a versão Minimi 5.56 Para.[62] A MAG ainda está sendo usada como uma metralhadora de uso geral, arma de fogo de apoio e como uma arma montada em veículos.[63]
- Nova Zelândia: A Força de Defesa da Nova Zelândia usa a Minimi sob a designação C9 Minimi. Esta arma tem sido usada como Light Support Weapon (LSW; arma de apoio leve) do Exército desde 1988.[64] A 7.62 Minimi TR foi selecionada em fev. de 2012 para substituir a C9 LSW Minimi e será conhecida como 7.62 LSW Minimi no serviço da Força de Defesa.[65]
- Noruega: Versão Para em uso com HJK/FSK e MJK desde o final dos anos 1980, desde 2011 em uso com as forças armadas da Noruega (1.900 metralhadoras foram compradas em 2011).[66] Em setembro de 2021, a FN Herstal e a Norwegian Defence Materiel Agency assinaram um acordo-quadro para entrega de 4000 Minimi 7,62 Mk3.[67]
- Papua-Nova Guiné: Designada F89.[68]
- Peru: Usada pela Infantería de Marina del Perú.[69]
- Filipinas: Em uso pelas Forças Armadas das Filipinas. Comprou a FN Minimi em maio de 2002 com 402 adquiridas.[70][71] Pedido adicional cancelado em favor de nova licitação devido a alegações de corrupção durante o governo Arroyo.[71]
- Polónia: JW GROM[72][73]
- Portugal: O Exército Português recebeu, em 2019, metralhadoras Minimi MK3 nos calibres 5,56×45mm e 7,62×51mm.[74] Em 2022, o Corpo de Fuzileiros recebeu uma quantidade desconhecida de metralhadoras Minimi MK3 5,56×45mm.
- Sérvia: Usada pelas unidades de forças especiais das Forças Armadas (72ª Brigada de Operações Especiais e 63ª Brigada de Paraquedistas) e Unidade Especial Antiterrorista da Polícia.[75][76]
- Senegal: Usada por unidades de forças especiais senegalesas.[77]
- Eslovênia: Minimi Para usada pelas Forças Armadas da Eslovênia.[78]
- Espanha: A Marinha Espanhola adquiriu metralhadoras leves Minimi nas versões 5,56×45mm Para e 7,62×51mm.[79]
- Sri Lanka[19]
- Síria: Exército Árabe Sírio, anteriormente com a Brigada dos Gaviões do Deserto.[9]
- Suécia: Conhecida como Ksp 90 (Kulspruta 90). Modelo Para designado Ksp 90B; ambos são feitos pela Bofors Carl Gustaf.[80][81]
- Suíça : Designada LMg 05 (Leichtes Maschinengewehr 05) ou FM 05 (Fusil mitrailleur 05).[82]
- Taiwan: Usada pelo Exército da República da China; uma versão reprojetada para produção local, designada T75, está em uso pelo Corpo de Fuzileiros Navais da República da China.[68]
- Tailândia: Usada pelo Corpo de Fuzileiros Navais da Marinha Real Tailandesa e pelo Exército Real Tailandês (variante M249).[68]
- Tunísia[8]
- Turquia: Usada pela Direção Geral de Segurança e Exército da Turquia[68]
- Ucrânia: Recebida do Canadá e da Bélgica em 2022 e usada durante a Guerra Russo-Ucraniana[83]
- Emirados Árabes Unidos[19]
- Reino Unido: Variantes padrão e Para usadas, designadas L108A1 e L110A2, respectivamente.[84] O Exército equipou cada esquadra de quatro homens com a variante Para. A metralhadora era geralmente equipada com a mira de fuzil padrão 4× SUSAT. Também foi usada pela Marinha Real, Royal Marines Commandos e o Regimento RAF. Algumas Minimi 7,62 estão em serviço. A L110A3 foi descontinuada no início de 2019 em favor da metralhadora de uso geral L7A2 anterior, os usuários do Joint Force Command mantiveram seus estoques da arma.
- Estados Unidos: As Forças Armadas dos Estados Unidos a usam, designada como metralhadora leve M249.[19]
- Vietname: FN Minimi Mk 3 são usadas pelos fuzileiros navais vietnamitas.[85]
- Iêmen: FN Minimi relatada pela Anistia como sendo usada por uma milícia durante a ofensiva de Hodeidah em 2018[86]

### Operadores antigos
- República Islâmica do Afeganistão: O Exército Nacional Afegão utilizou M249 fornecidas pelos EUA durante a insurgência talibã.[87]

### Operadores não estatais
- Movimento Achém Livre[88]
- Talibã: Antigos estoques do governo afegão. 59 Minimi ex-britânicas também foram usadas pelo Talibã durante a Guerra do Afeganistão.[8]